# Gran Premi de Montamisé
El Gran Premi de Montamisé és una cursa ciclista francesa d'un dia que es disputa anualment al voltant de Montamisé, al departament de la Viena. Creada el 1955, forma part del calendari nacional francès.

## Palmarès
| Any  | Vencedor               | Segon                  | Tercer                  |
| ---- | ---------------------- | ---------------------- | ----------------------- |
| 1955 | Pierre Beuffeuil       | Jean Phélippeau        | Marcel Thomas           |
| 1956 | Lebreton               | Maurice Nauleau        | Armand Lelli            |
| 1957 | Robert Suire           | Maurice Nauleau        | Armand Lelli            |
| 1958 | Marcel Danguillaume    | Marcel Thomas          | P. Douay                |
| 1959 | Jacques Currit         | Claude Gabard          | Gilles Genet            |
| 1960 | Claude Gabard          | Maurice Nauleau        | Kléber Guérry           |
| 1961 | Jean Danguillaume      | Claude Mazeaud         | Claude Gabard           |
| 1962 | Pierre Tymen           | Jean Currit            | Jean Danguillaume       |
| 1963 | Jean-Claude Grain      | Michel Grain           | Pierre Tymen            |
| 1964 | Jean-Pierre Andrault   | Martial Terrades       | Robert Magnan           |
| 1965 | Claude Perrotin        | Jean-Claude Grain      | Michel Gonzales         |
| 1966 | Claude Perrotin        | Jean-Pierre Andrault   | Daniel Barjolin         |
| 1967 | Éric Rossignol         | Claude Perrotin        | Robert Bideau           |
| 1968 | Gilles Genet           | Claude Perrotin        | Robert Bideau           |
| 1969 | Alain Barrault         | M. Brecque             | Claude Perrotin         |
| 1970 | Claude Perrotin        | Marc Grégoire          | Philippe Provost        |
| 1971 | Claude Perrotin        | Christian Bordier      | Michel Fédrigo          |
| 1972 | Lucien Saumur          | Dubau                  | Alain Barrault          |
| 1973 | Jacky Hélion           | Bernard Riaute         | Brun                    |
| 1974 | Michel Grain           | Christian Vidal        | Lucien Saumur           |
| 1975 | Lucien Saumur          | Gérard Besnard         | Michel Gaudin           |
| 1976 | Christian Vidal        | Michel Gaudin          | Jacky Troyard           |
| 1977 | Michel Grain           | Lucien Saumur          | Berthaud                |
| 1978 | Jacky Troyard          | Michel Grain           | Raymond Perrin          |
| 1979 | Raymond Perrin         | Jean-Pierre Parenteau  | Pascal Chaumet          |
| 1980 | Carlos Barbosa         | Jean-Paul Boutin       | Jean-Michel Plat        |
| 1981 | Jean-Pierre Parenteau  | Pascal Chaumet         | Raymond Perrin          |
| 1982 | Jean-Pierre Mitard     | Dominique Landreau     | Raymond Perrin          |
| 1983 | Dominique Landreau     | Raymond Perrin         | Patrick Friou           |
| 1984 | Pascal Chaumet         | Philippe Tranchée      | Stéphane Mamoux         |
| 1985 | Gérard Simonnot        | Philippe Tranchée      | Philippe Giraud         |
| 1986 | Jean-Louis Auditeau    | Jean-Philippe Fouchier | Michel Jean             |
| 1987 | Michel Cante           | Alain Roy              | Alain Ruiz              |
| 1988 | Philippe Mondory       | Daniel Dumas           | Miguel Albert           |
| 1989 | Xavier Martin          | Jean-Louis Auditeau    | Jean-François Chaminaud |
| 1990 | Philippe Mondory       | Patrice Bois           | Thierry Dupuy           |
| 1991 | Jean-Christophe Currit | Pascal Berger          | Alain Ruiz              |
| 1992 | Philippe Escoubet      | Bruno Bannes           | Frédéric Touzeau        |
| 1993 | Philippe Escoubet      | Bertrand Guerry        | Christophe Allin        |
| 1994 | Franck Bouyer          | Christophe Langlois    | Thierry Bricaud         |
| 1995 | Vincent Cali           | Arnaud Bassy           | Frédéric Berland        |
| 1996 | Frédéric Berland       | Aidan Duff             | Grégory Perez           |
| 1997 | Tony Jousset           | Dominique David        | Anthony Supiot          |
| 1998 | David Marié            | Christophe Faudot      | Laurent Planchaud       |
| 1999 | Franck Faugeroux       | Sylvain Chavanel       | Anthony Supiot          |
| 2000 | Marek Leśniewski       | Stéphane Foucher       | Anthony Geslin          |
| 2001 | Neil Swithenbank       | Jonathan Dayus         | Bertrand Guerry         |
| 2002 | Hayden Roulston        | Tony Mann              | Arnaud Labbé            |
| 2003 | Arnaud Labbé           | Nicolas Crosbie        | Loïc Herbreteau         |
| 2004 | Franck Faugeroux       | Franck Bigaud          | Arnaud Labbé            |
| 2005 | Manuel Michot          | Jean-Luc Delpech       | Yvan Sartis             |
| 2006 | Christophe Thébault    | Salva Vilchez          | Mickaël Larpe           |
| 2007 | Fabrice Jeandesboz     | Damien Gaudin          | Alexandre Bousseau      |
| 2008 | Fabrice Jeandesboz     | Kévin Cherruault       | Gwénaël Teillet         |
| 2009 | Médéric Clain          | Johan Le Bon           | Willy Perrocheau        |
| 2010 | Benoît Sinner          | Simon Le Brun          | Vivien Brisse           |
| 2011 | Romain Smet            | Benoît Jarrier         | Kévin Cherruault        |
| 2012 | Nicolas Lubat          | Marc Staelen           | Ludovic Nadon           |
| 2013 | Romain Chaudoy         | Yann Mortiz            | Anthony Haspot          |
| 2014 | Cristóbal Olavarría    | Yohan Cauquil          | Frédéric Talpin         |
| 2015 | Romain Chaudoy         | Willy Perrocheau       | Émilien Clère           |
| 2016 | Alexandre Caudoux      | Kévin Le Cunff         | Loïc Herbreteau         |
| 2017 | Alexis Martin          | Maxime Huygens         | Nicolas Moncomble       |